# Pelexia goninensis
Pelexia goninensis är en orkidéart som först beskrevs av August Adriaan Pulle, och fick sitt nu gällande namn av Rudolf Schlechter. Pelexia goninensis ingår i släktet Pelexia och familjen orkidéer. Inga underarter finns listade i Catalogue of Life.